# Chaetostoma changae
Chaetostoma changae es una especie de peces de la familia Loricariidae en el orden de los Siluriformes.

## Morfología
Los machos pueden llegar alcanzar los 7,6 cm de longitud total.

## Distribución y hábitat
Es un pez de agua dulce.Habita en las uencas de los ríos Huallaga y Tullamayo, en Perú